# بور گیسل
بور گیسل (انگلیسی: Børge Gissel; ۷ ژوئیهٔ ۱۹۱۵ – ۶ آوریل ۲۰۰۲) دوچرخه‌سوار اهل دانمارک بود.